# Odontoptera toulgoeti
Odontoptera toulgoeti är en insektsart som beskrevs av Thierry Bourgoin och O'brien 1994. Odontoptera toulgoeti ingår i släktet Odontoptera och familjen lyktstritar. Inga underarter finns listade i Catalogue of Life.